# Salão Internacional de Humor de Piracicaba
O Salão Internacional de Humor de Piracicaba é um festival de humor gráfico realizado anualmente desde 1974 em Piracicaba, São Paulo, Brasil. 
O evento é considerado um dos maiores do mundo no gênero, fazendo com que Piracicaba fique conhecida como "Capital Mundial do Humor", reúne a mostra oficial de trabalhos em cartum, charge, caricatura e tiras, e mostras paralelas, com exposições em vários espaços culturais da cidade. A competição é dividida em quatro categorias neste salão de humor: cartum, charge, tiras e caricatura. A edição de 2017 recebeu 2.985 obras de 560 artistas de 57 países.

## Histórico
Inicialmente funcionava como um centro de resistência de artistas gráficos contra a ditadura militar no Brasil. Sua primeira exposição foi praticamente só com artistas colaboradores do lendário tablóide O Pasquim.
Desde seu segundo ano entretanto buscou convidar palestrantes e montar exposições com artistas de outros países como o francês Claude Moliterne em 1975 e em 1976 o mexicano radicado nos Estados Unidos Sergio Aragonés, a fim de dar destaque internacional ao evento. O renomado desenhista brasileiro Orlando Mattos também montou exposições em 1976 e 1981. Após sua morte em 1992, foi organizada uma grande exposição em sua homenagem em 1996. Com o passar dos anos ganhou em abrangência e relevância e desde meados dos anos 1980, com a abertura política passou a ter cunho menos político e ao mesmo tempo ter forte e marcante participação estrangeira.